# 藤田素子
藤田 素子（ふじた もとこ、1958年5月26日 - ）は、日本の漫画家。北海道旭川市出身。血液型はO型。

## 概要
1982年、少女漫画誌「ひとみDX」（秋田書店）にてデビュー。
その後、「コミックHi（コミックハーイ）」（主婦と生活社）、「コレット」、「ボニータイプ」（秋田書店）、「セリエ」（白泉社）、「ジュール」（双葉社）、「mimi」（講談社）、「VAL」（光文社）、他各社のレディースコミック誌に掲載。
同時に、「ヤングチャンピオン」（秋田書店）などの青年誌や、少女漫画誌「ぴょんぴょん」（小学館）などに連載。
1990年代から、「ホラーM」（ぶんか社）、「サスペリア」（秋田書店）などのホラー誌にも掲載。
2000年代は、「いちばん残酷なグリム童話」、「本当にあった女の人生ドラマ」（ぶんか社）など、発表の舞台は再びレディースコミック誌が中心となる。
現在は、「本当にあった主婦の体験」（ぶんか社）にて、「醜女シリーズ」を執筆中。
他に、子育てエッセイとして、『高齢出産ドンとこい!!』（ぶんか社）があり、夫であり、ビリヤード・トーナメントプロの小野寺直孝も登場している。
また、デビュー以前より『フラワーチュチュ』、『マミムメマリン』（セイカノート）などのぬり絵商品キャラクターを手がける。

## 主な作品

### 書籍

#### 単行本
- 『額田王』、世界文化社「ロマンコミックス 人物日本の女性史」第3巻、1985年
- 『日野富子』、世界文化社「ロマンコミックス 人物日本の女性史」第18巻、1985年
- 『和宮内親王』、世界文化社「ロマンコミックス 人物日本の女性史」第29巻、1986年
- 『ハイジ』、サンマーク出版「コミックス版 世界名作全集」第6巻、1983年12月
- 『ひみつの花園』、小学館「世界名作まんが」第4巻、1990年2月

- 『ももくりさんざん』、主婦と生活社「コミックHi」1988年4月
  - ももくりさんざん（1986年12月号）
  - ももくりさんざん 馬鹿一升
  - ももくりさんざん とんちんかん
  - ももくりさんざん 隣の芝生
  - ももくりさんざん あおげばとうとし（1987年7月号） - 単行本未収録。くり吉爺さんの青春回想録。
  - ももくりさんざん 幸せ三昧（1987年8月号）

- 『愛がいっぱい』、大陸書房〈ルージュコミックス〉、1987年9月
- 『上へまいります』、主婦と生活社、1987年10月
- 『たんぽぽ・ポッ』、主婦と生活社、1987年11月

- 『団地妻カタログ』、秋田書店、1988年3月
  - 団地妻の悩み（「COLLET」1987年5月号）
  - 団地妻カタログ（「コレットPure」1987年6月10日号）
  - ねらわれた団地妻（「COLLET」1987年9月号）
  - 夜の団地妻（「COLLET」1987年10月号）

- 『愛人未満』、大陸書房〈ルージュコミックス〉、1988年10月
- 『桃色武家屋敷2乗』、双葉社〈ジュールコミックス〉、1988年10月
- 『ヤりたいほーだい』、秋田書店「ヤングチャンピオン」1989年2月

- 『死の迷路』、ぶんか社〈ホラーMコミックス〉、1995年9月
- 『お江戸残酷物語』、ぶんか社〈ホラーMコミックス〉、1996年10月
  - 針地獄（1994年11月号）
  - 死にかんざし（1995年3月号）
  - 復讐の爪（1995年5月号）
  - 血の恋文（1995年9月号）
  - 呪い版（1995年11月号）

- 『家なき子』、ぶんか社〈グリム童話コミックス〉、2002年3月

#### エッセイ漫画
- 『高齢出産ドンとこい!!』、ぶんか社、2004年9月 - 2006年2月、全2巻

### 連載
- 『無敵のAVギャル』、秋田書店「チャンピオンジャック」、1997年1月号 - 9月号
- 『今夜あいたい』、白泉社「セリエ」、1987年5月号 - 7月号
- 『こちら２丁目３番地』、白泉社「セリエ」、1987年11月号 - 1988年4月号

### 読み切り
- お江戸残酷もの（ぶんか社「ホラーM」、1994年 - ）
  - 猿日和
  - 首つりの木
  - うなぎ千匹
  - 十五夜の月
  - お蜘蛛さま（秋田書店「サスペリア」）
  - 猫鍋奇談（秋田書店「サスペリア」）
- 残酷グリム童話もの（ぶんか社「いちばん残酷なグリム童話」、1999年 - ）
  - こぶ女
  - 太足のベルト姫
  - おんな道成寺
  - ポンパドゥール夫人
  - 麗しき毒ブランヴィリエ侯爵夫人
  - チャタレイ夫人の恋人
  - 女資産家つづら詰め殺人事件
  - マイラおぞましき恋、2011年2月号
  - 絵島女責め、2011年4月号
  - 性ひとつ、2011年6月号
  - 毒女マリー・ベッカー、2012年4月号
  - 奇・フレンズ、2013年8月号
  - わたしのフランク、2013年10月号
- 女の人生ドラマもの（ぶんか社「本当にあった女の人生ドラマ」、2005年 - ）
  - 下流風俗嬢
  - そこに愛　女子少年院物語
  - 貧しき者よ！万引き主婦
  - 今日もあの子がやってくる
  - わたしの夫は姫おじさん
  - 姑怒りのバスツアー
  - 消えてお母さん
  - 胞状奇胎
  - わたしは逃げ切る!
  - 肉毒
  - 逆転姑